# Biga (poligrafia)

Biga umieszczona w desce wykrojnika przygniata materiał z pomocą antybigi (zachowane proporcje, przekrój poprzeczny), poniżej powiększona część bezpośrednio bigująca

Biga (z niem. biegen – giąć) – w poligrafii element wykrojnika służący do wytłaczania linii zgięcia papieru.
Listwę bigującą wykonuje się ze stali o standaryzowanej grubości: biga dwupunktowa ma grubość 0,7 mm, biga trzypunktowa ma grubość 1,05 mm. Big trzypunktowych używa się do bigowania grubszych materiałów, głównie tektur, gdzie użycie big dwupunktowych mogłoby doprowadzić do pękania materiału.
Aby materiał w sposób trwały i estetyczny został zbigowany używa się antybig. Biga wtłacza materiał do rowka antybigi, którego szerokość i głębokość jest zależna od grubości materiału i kierunku włókien.